# Хакимов, Алим Хакимович
Алим Хакимович Хакимов (узб. Olim Hakimov; 12 мая 1919, Бурчмулла, Туркестанская АССР — 20 ноября 2003, Ташкент) — майор Советской Армии, участник Великой Отечественной войны, Герой Советского Союза (1945).

## Биография
Алим Хакимов родился 12 мая 1919 года в селе Брич-Мулла (ныне — Бостанлыкский район Ташкентской области Узбекистана). Окончил неполную среднюю школу. В 1939 году Хакимов был призван на службу в Рабоче-крестьянскую Красную Армию. В 1941 году он окончил Ленинградское военно-политическое училище, в 1942 году — курсы «Выстрел». С марта 1942 года — на фронтах Великой Отечественной войны.
К январю 1945 года майор Алим Хакимов командовал батальоном 487-го стрелкового полка (143-й стрелковой дивизии, 129-го стрелкового корпуса, 47-й армии, 1-го Белорусского фронта). Отличился во время освобождения Польши. 16 января 1945 года батальон Хакимова переправился через Вислу в районе населённого пункта Ломна в 8 километрах к юго-западу от города Хотомув и захватил плацдарм на её западном берегу, после чего удерживал его до переправы основных сил, отразив пятнадцать немецких контратак.
Указом Президиума Верховного Совета СССР от 27 февраля 1945 года майор Алим Хакимов был удостоен высокого звания Героя Советского Союза с вручением ордена Ленина и медали «Золотая Звезда».
В 1950 году Хакимов был уволен в запас. Проживал и работал в Ташкенте.
Был также награждён двумя орденами Красного Знамени, орденам Александра Невского и Отечественной войны 1-й степени, рядом медалей.